# Административна подела Јерменије
Јерменија је подељена на 11 административних дивизија, од којих су 10 покрајина (јерм. մարզ, марз, односно марзер у множини) и на подручје града Јеревана (јерм. Երևան). Влада именује гувернера сваког региона (марзпет гувернер марза) док главним градом управља градоначелник кога именује лично председник државе.
Сваки регион је подељен на општине (јерм. хамајнк) а сваку општину чини од једног до неколико насеља (варошица и села), а 2007. у Јерменији је било 49 урбаних (градови и вароши) и 866 руралних средина. Град Јереван је подељен на 12 дистриката.
| Mапа | Марз                    | Центар региона | Површина км² | Становника |
| ---- | ----------------------- | -------------- | ------------ | ---------- |
| 1    | Арагацотн Արագածոտնի    | Аштарак        | 2.753        | 141.800    |
| 2    | Арарат Արարատի          | Арташат        | 2.096        | 279.200    |
| 3    | Армавир Արմավիրի        | Армавир        | 1.242        | 284.500    |
| 4    | Гехаркуник Գեղարքունիքի | Гавар          | 5.348        | 241.600    |
| 5    | Котајк Կոտայքի          | Храздан        | 2.100        | 280.900    |
| 6    | Лори Լոռու              | Ванадзор       | 3 791        | 281.600    |
| 7    | Ширак Շիրակի            | Гјумри         | 2.679        | 281.500    |
| 8    | Сјуник Սյունիքի         | Капан          | 4.505        | 152.800    |
| 9    | Тавуш Տավուշի           | Иџеван         | 3.120        | 134.400    |
| 10   | Вајотс Џор Վայոց Ձորի   | Јехегнаџор     | 2.406        | 55.800     |
| 11   | Град Јереван Երևան      |                | 227          | 1.119.000  |

Совјетска Јерменија је била подељена на управне округе (до 1928. их је било 10) и то на њих 5 (Зангезурски, Ленинакански, Лоријски, Севански и Јеревански) који су се даље делили на мање регионе. Број округа је варирао до 1952. када је извршена нова подела на три округа (Јеревански, Кировакански и Ленинакански) и такав систем административне поделе је важио све до 1995. (са честим изменама) када је уведена садашња подела на марзеве.